# Mitrager noordami
Mitrager noordami is een spinnensoort in de taxonomische indeling van de hangmatspinnen (Linyphiidae).
Het dier behoort tot het geslacht Mitrager. De wetenschappelijke naam van de soort werd voor het eerst geldig gepubliceerd in 1985 door van Helsdingen.